# Гутенцелль-Хюрбель
Гутенцелль-Хюрбель (нем. Gutenzell-Hürbel) — община в Германии, в земле Баден-Вюртемберг. 
Подчиняется административному округу Тюбинген. Входит в состав района Биберах.  Население составляет 1827 человек (на 31 декабря 2010 года). Занимает площадь 37,86 км².
Коммуна подразделяется на 2 сельских округа.

## Фотографии

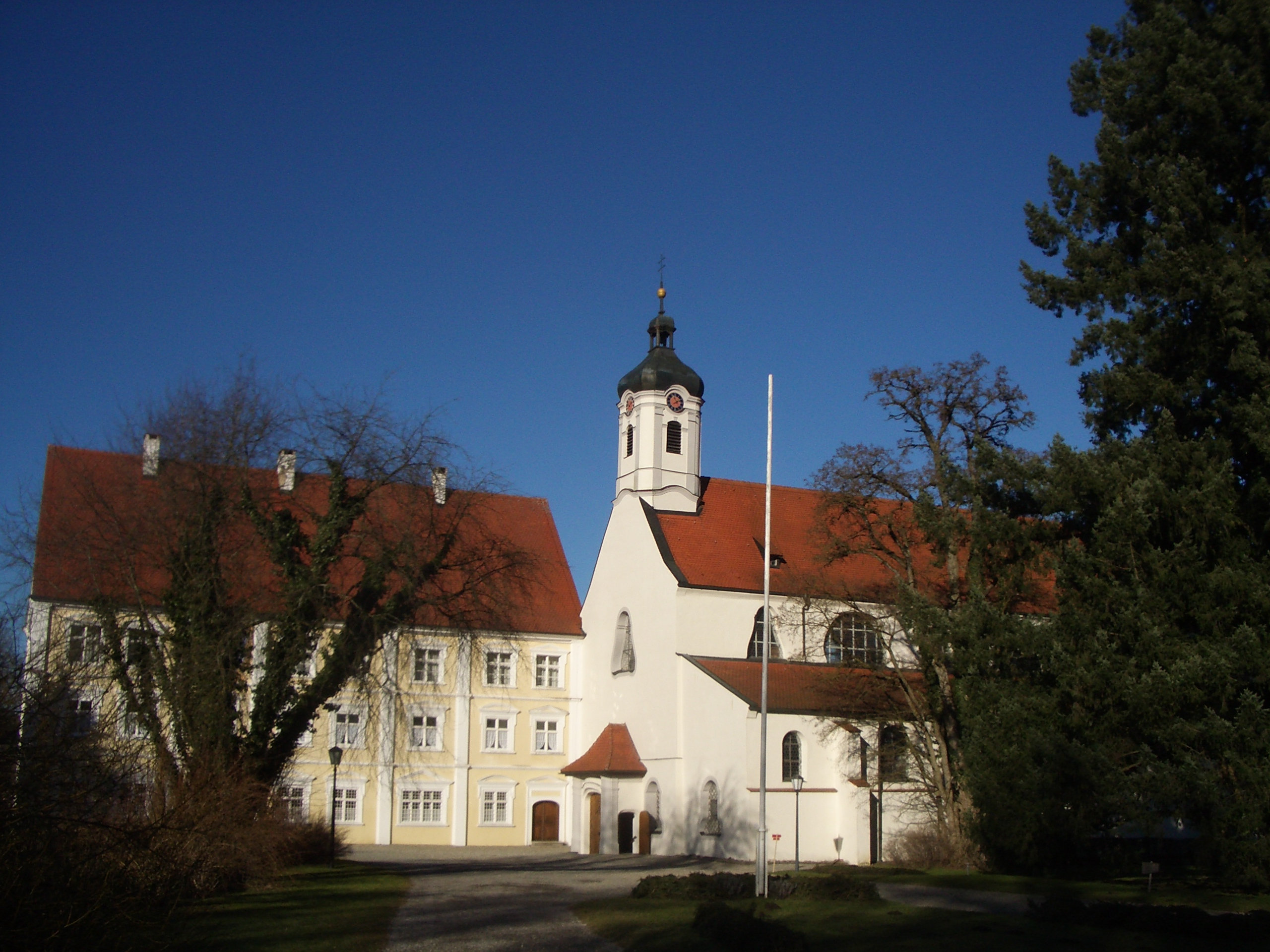
Аббатство Гутенцелль
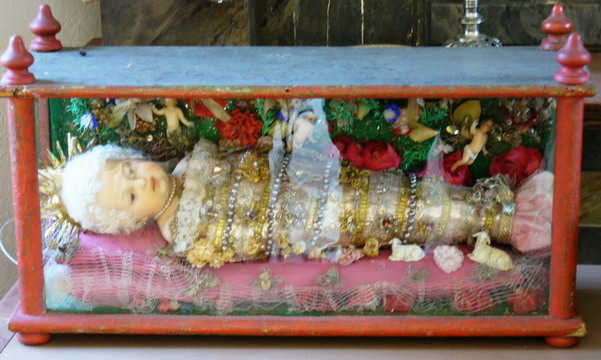
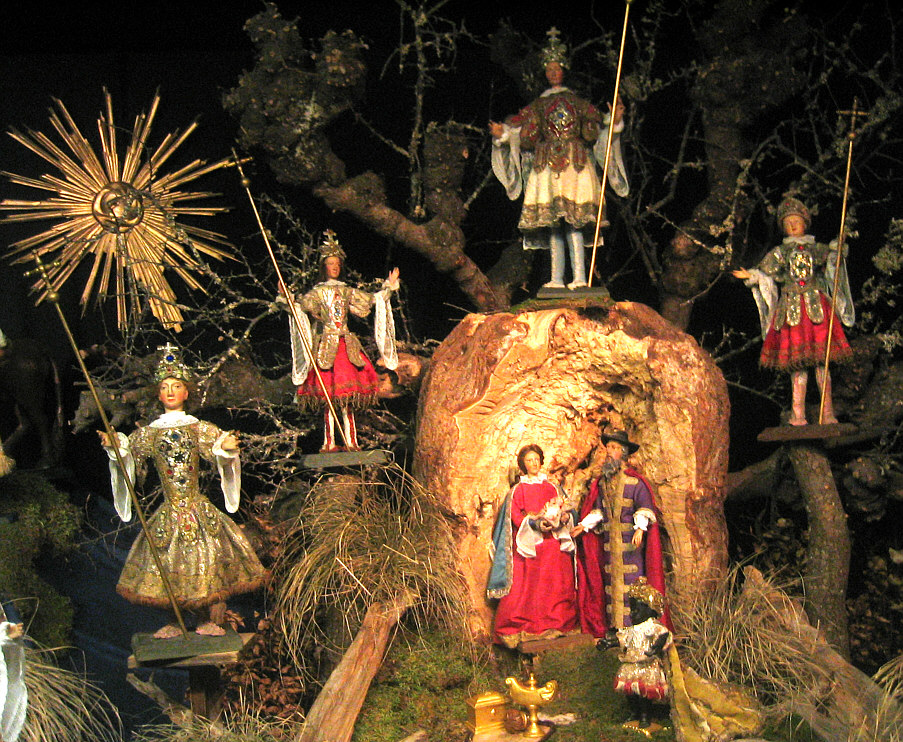
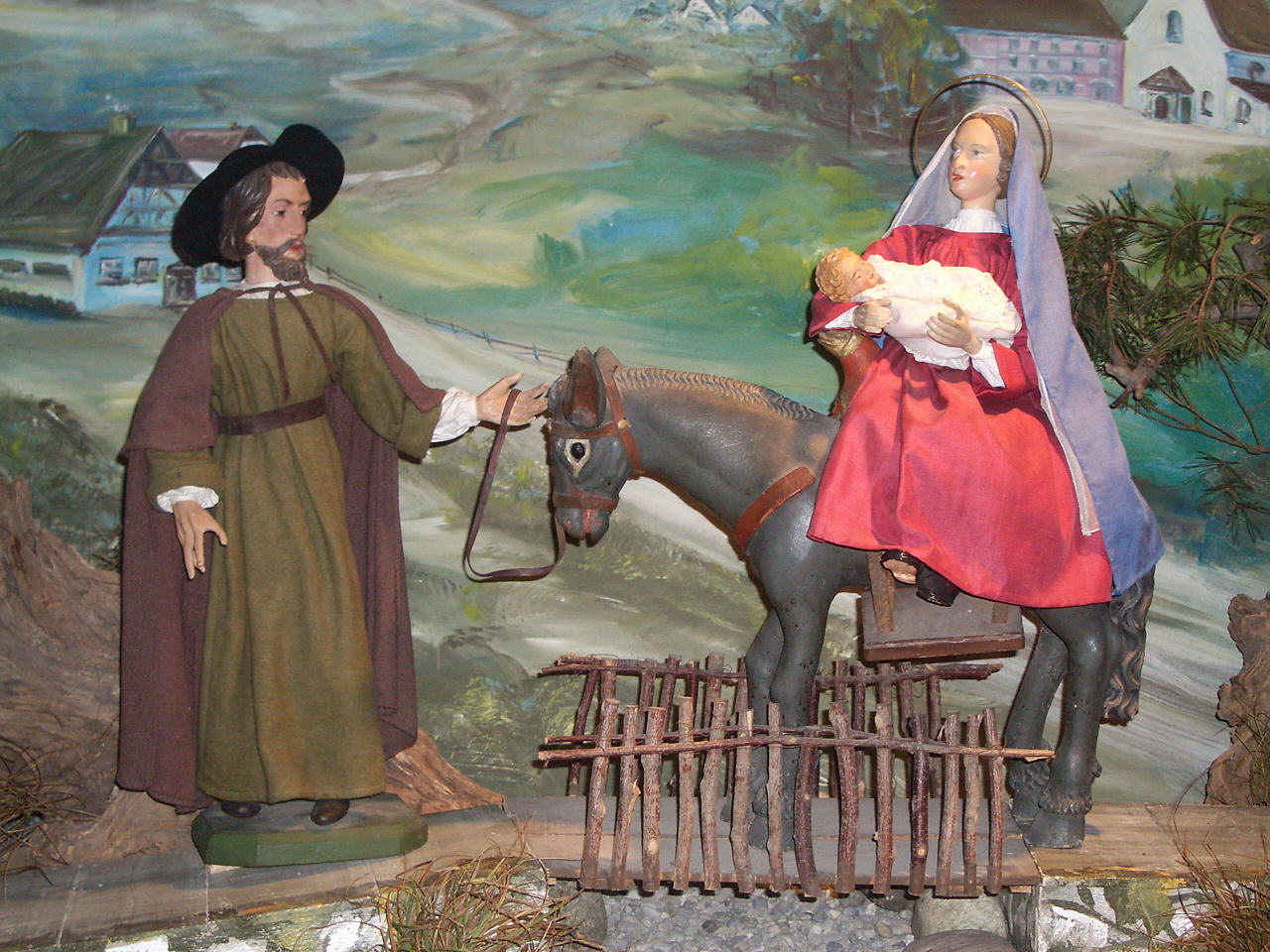
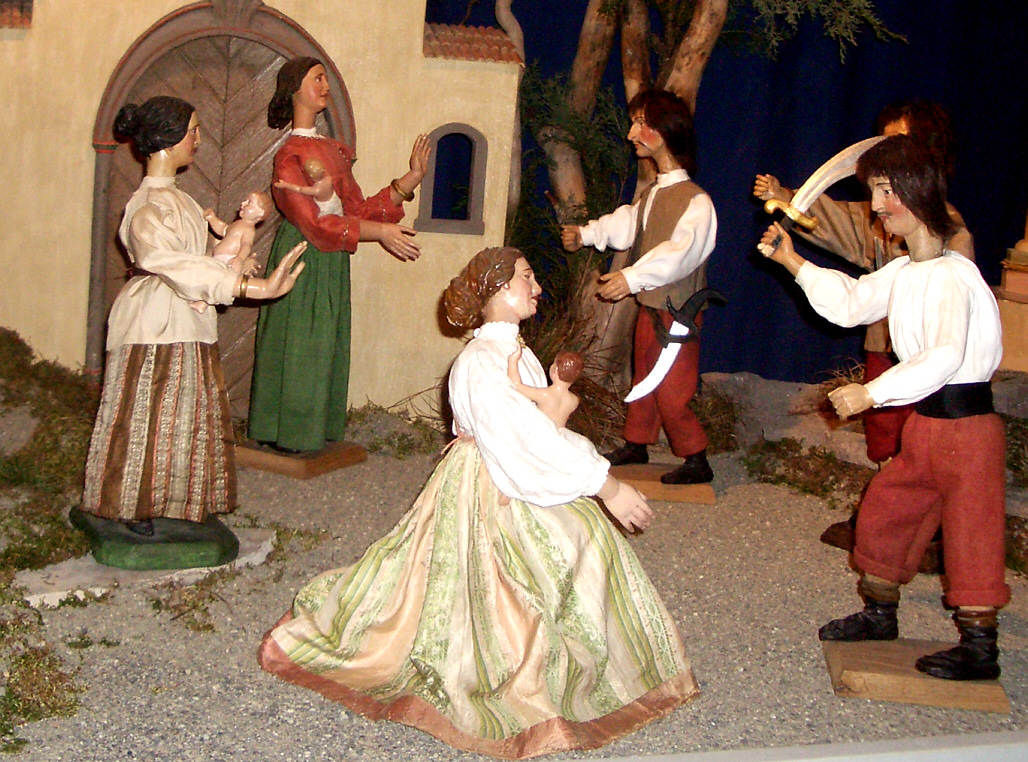
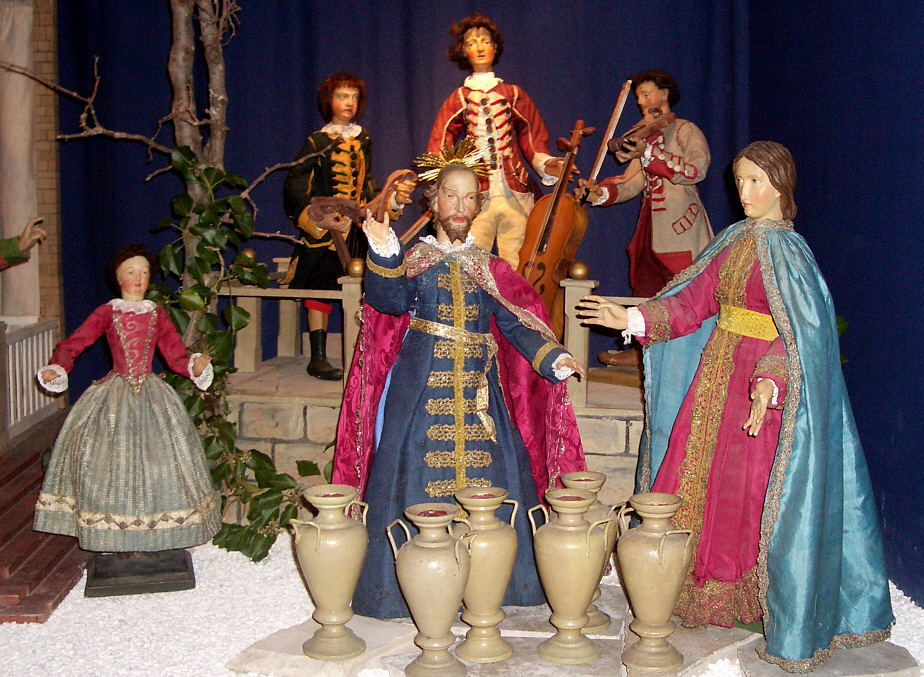